# Yoshimar Yotún
Víctor Yoshimar Yotún Flores (Lima, 1990. április 7. –) perui válogatott labdarúgó, a Sporting Cristal játékosa.